# Dom Sary
Dom Sary – polski horror filmowy z 1985 roku, powstały na podstawie opowiadania Stefana Grabińskiego W domu Sary.
Treść filmu, podobnie jak treść literackiego pierwowzoru, swobodnie nawiązuje do biblijnej Księgi Tobiasza. Należy jednak dodać, że biblijna postać Sary w niczym nie przypomina bohaterki opowiadania Grabińskiego oraz jego ekranizacji.
Dom Sary kręcony był we Wrocławiu. Rekwizyty (stroje Sary Bragi) znajdują się w holu głównym Centrum Technologii Wizualnych na ul. Wystawowej we Wrocławiu.

## Opis fabuły
Sara jest bardzo piękną i zmysłową kobietą. Nikt jednak nie wie, że w rzeczywistości liczy sobie ponad sto lat i jest potworem, który urodę i wieczną młodość zawdzięcza wysysaniu sił witalnych z erotycznych partnerów, czym doprowadza ich do śmierci. Wraz z nią mieszka w jej domu kamerdyner, w rzeczywistości demon Asmodeusz, który zadowala się duszami jej zmarłych kochanków.
Walkę przeciwko potworowi postanawia podjąć doktor Wiktor Stefanicki. Był on świadkiem śmierci swojego przyjaciela, którego ciało po spotkaniu z Sarą rozpadło się na jego oczach. Wówczas doktor oświadcza się jej i zamieszkuje w jej domu, odmawia jednak współżycia seksualnego. Liczy na to, że to ją zniszczy, odcinając od źródła jej energii życiowej.

## Obsada aktorska
- Hanna Balińska – Sara Braga
- Eugeniusz Kujawski – doktor Wiktor Stefański
- Zdzisław Kuźniar – Julian, kamerdyner Sary
- Mirosław Krawczyk – Kamil, przyjaciel doktora
- Tomasz Lulek
- Ryszard Radwański
- Danuta Balicka
- Irena Szymkiewicz